# Torn Down
Torn Down è un album del gruppo musicale britannico The Cure, pubblicato il 21 aprile 2018 (giorno del 59º compleanno di Robert Smith) per l'annuale Record Store Day, come seguito dell'album di remix Mixed Up del 1990. La versione deluxe su tre dischi include anche Mixed Up Extras 2018: Remixes 1982–1990, con materiale aggiuntivo remixato.

## Descrizione
Il progetto di un secondo album di remix di brani dei Cure venne originariamente annunciato nel 2009, con Robert Smith che disse nel 2012 che sarebbe stato un album doppio, ma il prodotto finale è costituito da 16 tracce remixate personalmente dallo stesso Smith, scegliendo una canzone da ogni album dei Cure in ordine cronologico.
Il 13 aprile 2018, il "Time Mix" di Want debuttò alla radio su BBC Radio 6. Torn Down è l'ultimo disco in un set composto da tre CD, dove il primo è una nuova versione rimasterizzata di Mixed Up, seguita da una "collezione di brani rari del periodo 1982-1990".

## Tracce
- Tutte le tracce sono state remixate da Robert Smith

1. Three Imaginary Boys (Help Me Mix)	- 3:23
2. M (Attack Mix) - 3:09
3. The Drowning Man (Bright Birds Mix) - 4:31
4. A Strange Day (Drowning Waves Mix) - 5:07
5. Just One Kiss (Remember Mix) - 5:00
6. Shake Dog Shake (New Blood Mix) - 5:13
7. A Night Like This (Hello Goodbye Mix) - 4:26
8. Like Cockatoos (Lonely in the Rain Mix) - 3:51
9. Plainsong (Edge of the World Mix) - 4:36
10. Never Enough (Time to Kill Mix) - 3:36
11. From the Edge of the Deep Green Sea (Love in Vain Mix) - 6:24
12. Want (Time Mix) - 4:46
13. The Last Day of Summer (31st August Mix) - 5:46
14. Cut Here (If Only Mix) - 4:28
15. Lost (Found Mix) - 4:02
16. It's Over (Whisper Mix) - 4:56

## Formazione
- Robert Smith – voce, chitarra, basso a 6 corde, tastiere
- Simon Gallup – basso